# Nampalari
Nampalari is een gemeente (commune) in de regio Ségou in Mali. De gemeente telt 11.100 inwoners (2009).